# Arrien-en-Bethmale
Arrien-en-Bethmale è un comune francese di 102 abitanti situato nel dipartimento dell'Ariège nella regione dell'Occitania.

## Società

### Evoluzione demografica
Abitanti censiti